# Кукашка (посёлок)
Кукашка, Куккашка (баш. Күкҡашҡа) — упразднённый в 2005 году посёлок Зигазинского сельсовета Белорецкого района Башкортостана. Возник как рудничный посёлок.

## География
Находился в 1 км от окраины пос. Тара, при р. Кукашка возле её устья в р. Тара, вблизи горы Кукашка, являеющейся западным отрогом хребта Юрматау.

### Географическое положение
В 1969 году — в 136 км от райцентра — города Белорецк, в 17 км от центра сельсовета — с. Зигаза и в 17 км от железнодорожной станции Тукан Белорецкой узкоколейной железной дороги.

## История
Возник рудничный посёлок при разработке железорудного месторождения Кукашка Южная.
Исключен из учётных данных Законом «О внесении изменений в административно-территориальное устройство Республики Башкортостан в связи с образованием, объединением, упразднением и изменением статуса населенных пунктов, переносом административных центров» от 20 июля 2005 года N 211-з. Он гласил:

ст. 4. Упразднить следующие населенные пункты:

9) в Белорецком районе:
поселок Кукашка Зигазинского сельсовета

### Административно-территориальная принадлежность
По состоянию на 1 июня 1952 года входил в Зигазинский поселковый совет.
на 1 января 1969 года, 1 июля 1972 года, 1 сентября 1981 года входил в Зигазинский сельсовет.

## Население
Преобладающая национальность — русские в 1969, 1972 г., башкиры в 1981 г.